# ناحية محمبل
ناحية محمبل إحدى نواحي سوريا تتبع إداريّاً لمحافظة إدلب منطقة أريحا ومركزها بلدة محمبل، بلغ تعداد سكان الناحية 27,098 نسمة حسب التعداد السكاني لعام 2004.

## بلدات وقرى محمبل
أنب، بالس، بقليد، بيدر شمسو، بفطامون، بسنقول، حيلا، حلول، حميمات، جدرايا، كفرميد، الكنيسة، المطلة، محمبل، اللج الشمالي، عرى القبلي (عدوان)، الصحن، صراريف، شاغوريت، السد، المرج.